# Bing Translator
Bing Translator is de computervertaler van Microsoft en is onderdeel van Bing.
Bing Translator vertaalt in computergerelateerde teksten, dit houdt in dat men dan tekst kan vertalen die uit het gebied van de computer komt.
Bing Translator werd op 10 september 2007 gelanceerd in Nederland als Windows Live Translator, later werd deze naam veranderd naar Bing Translator. Bing Translator maakt gebruik van Systran.

## Ondersteunde talen
Bing Translator biedt in augustus 2023 de volgende talen aan:
- Afrikaans
- Albanees
- Amhaars
- Arabisch
- Armeens
- Assamees
- Azeri
- Bangla
- Basjkiers
- Baskisch
- Bosnisch
- Bulgaars
- Catalaans
- Chinees (Literair)
- Chinees (Traditioneel)
- Chinees (Vereenvoudigd)
- Dari
- Deens
- Divehi
- Duits
- Engels
- Estisch
- Faeröers
- Fijisch
- Filipijns
- Fins
- Frans
- Frans (Canada)
- Galicisch
- Georgisch
- Grieks
- Gujarati
- Haïtiaans
- Hebreeuws
- Hindi
- Hmong Daw
- Hongaars
- Iers
- IJslands
- Indonesisch
- Inuinnaqtun
- Inuktitut
- Italiaans
- Japans
- Kannada
- Kantonees (Traditioneel)
- Kazachs
- Khmer
- Kirgizisch
- Klingon
- Klingon (plqaD)
- Koerdisch (Centraal)
- Koerdisch (Noordelijk)
- Koreaans
- Kroatisch
- Laotiaans
- Lets
- Litouws
- Macedonisch
- Malagasi
- Malayalam
- Maleis
- Maltees
- Maori
- Marathi
- Mongools (Cyrillisch)
- Mongools (Traditioneel)
- Myanmar
- Nederlands
- Nepalees
- Noors
- Odia
- Oeigoers
- Oekraïens
- Oezbeeks (Latijn)
- Oppersorbisch
- Pasjtoe
- Perzisch
- Pools
- Portugees (Brazilië)
- Portugees (Portugal)
- Punjabi
- Querétaro Otomi
- Roemeens
- Russisch
- Samoaans
- Servisch (Cyrillisch)
- Servisch (Latijn)
- Sloveens
- Slowaaks
- Somalisch
- Spaans
- Swahili
- Tahitiaans
- Tamil
- Tataars
- Telugu
- Thais
- Tibetaans
- Tigrinya
- Tongaans
- Tsjechisch
- Turkmeens
- Turks
- Urdu
- Vietnamees
- Welsh
- Yucateeks Maya
- Zoeloe
- Zweeds

## Resultaten in Bing
Bij resultaten in Bing voor een website komt er ook een link naar Bing Translator, die de website vertaalt naar beschikbare vertalingen.